# نانسي ويكسلر
نانسي ويكسلر (19 تموز/يوليو من عام 1945)  هي عالمة وراثة أمريكية، وأستاذة علم النفس العصبي بدرجة هيجنز في أقسام الأمراض العصبية والنفسية بكلية الأطباء والجراحين بجامعة كولومبيا. عُرفت ويكسلر عن مشاركتها في اكتشاف موقع الجين الذي يسبب مرض هنتنغتون. حصلت على الدكتوراه في علم النفس السريري ولكنها اختارت العمل في مجال علم الوراثة. هي ابنة أحد مرضى هنتنغتون، وقادت فريقًا بحثيًا إلى مناطق بعيدة من فنزويلا حيث ينتشر المرض.
زارت ويكسلر قرى لاجونيتا وسان لويس وبارانكويتاس. حصلت على عينات من الحمض النووي (الحمض النووي الريبي النووي) من عائلة كبيرة مصابة بمرض هنتنغتون. كانت العينات التي جمعها فريقها مفيدة في السماح لمجموعة بحثية تعاونية عالمية بتحديد موقع الجين الذي يسبب المرض. شاركت ويكسلر في العمل الناجح لإنشاء الاختبار الصبغي لتحديد ناقلات مرض هنتنغتون.

## النشأة والتعليم
كان والد ويكسلر محللًا نفسيًا وعالمًا نفسيًا سريريًا، وكانت والدتها عالمة في علم الوراثة. عمل والداها على تعليم أولادهم مجالات مختلفة من العلوم بما في ذلك البيئة والطبيعة والفيزياء وعلم الفلك. فكرت ويكسلر في سن مبكرة أنها تريد معرفة أكبر قدر ممكن عن مرض هنتنغتون. حضرت أيضًا العديد من ورش العمل. كانت معجبة أكثر بورشة عمل جورج هانتينغ، والتي كانت عبارة عن فيلم يعرض مرضى هنتنغتون كجزء من مجتمع بالقرب من بحيرة ماراكايبو مقارنة بمعظم مرضى الولايات المتحدة المقيدين في دور رعاية المسنين.
درست ويكسلر علم النفس في كلية رادكليف وتخرجت في عام 1967، ثم حصلت على درجة الدكتوراه في علم النفس السريري من جامعة ميشيغان في عام 1974. بنى والدها مؤسسة الأمراض الوراثية في عام 1968. قدمتها هذه المؤسسة إلى علماء مثل علماء الوراثة وعلماء البيولوجيا الجزيئية الذين كانوا من المصادر الأساسية التي تعلمت منهم إلى جانب الكتب المدرسية والمحاضرات.
شغلت العديد من مناصب السياسة العامة بما في ذلك رئيس الفريق العامل المشترك بين المعاهد الوطنية للصحة وقسم الطاقة للقضايا الأخلاقية والقانونية والاجتماعية التابع للمعهد الوطني لبحوث الجينوم البشري، ورئيسة منظمة الجينوم البشري وعضو معهد الطب. عملت في مجلس إدارة الجمعية الأمريكية لتقديم العلوم واللجنة الاستشارية للبحوث حول صحة المرأة والمعاهد الوطنية للصحة.

## مهنة
شكّل الكونغرس الأمريكي لجنة السيطرة على مرض هنتنغتون في عام 1976. سافرت ويكسلر والفريق كجزء من عملهم إلى بارانكويتاس ولاجونيتاس، وهما مستوطنتان على بحيرة ماراكايبو في فنزويلا حيث كان القرويين مصابون بشكل كبير بمرض هنتنغتون. بدأ الفريق الدراسة من عام 1979 واستمرت عشرين عامًا جمعت ويكسلر خلالها أكثر من 4000 عينة دم ووثّقت 18000 شخص مختلف لوضع نسب مشتركة. فازت ويكسلر نتيجة اكتشافها للجين الذي يسبب المرض بجائزة ماري وودارد لاسكر للخدمة العامة، ووسام بنجامين فرانكلين في علوم الحياة (2007) وشهادة الدكتوراه الفخرية من كلية نيويورك الطبية وجامعة ميشيغان وكلية بارد وجامعة ييل، وهي زميلة في مركز هاستينغز.

## موقع مرض هنتنغتون
تولّت ويكسلر عمل والدها وتعرضت للعديد من القضايا والصعوبات. كان هدف بحث ويكسلر هو مواصلة العمل. أجريت الدراسات على العائلات من طرف الآباء والأمهات المصابين بمرض هنتنغتون. بقي الباحثون يستخدمون الحمض النووي لسنوات من أجل دراسة الحمض النووي لمرضى هنتنغتون.
واجهت نانسي ويكسلر لأول مرة فكرة استخدام خاصية تعدد الأشكال كواسمات في تشرين الأول/أكتوبر من عام 1979. كانت تستضيف ورشة عمل واستمعت بينما أوضح المنظِّرون الرئيسيون رؤيتهم لصيد الجينات وصُدموا بهذه الفكرة. كانت من إحدى أفكارها هي تركيز عالم الأحياء والوراثة جيمس فرانسيس جوسيلا على إيجاد واسمات مرض هنتنغتون. سرعان ما عرف جيمس الواسمات التي من شأنها أن تحدد ما إذا كان الشخص قد كان مصابًا بهذا المرض. أعطت ويكسلر لجوسيلا عينات من الدم جمعتها من أشخاص في فنزويلا واحدة تلو الأخرى، وأكدت العينات الاكتشاف المبكر للمرض.
يعد مرض هنتنغتون أحد اضطرابات تكرار ثلاثي النوكليوتيد الذي يسببه طول القسم المتكرر من الجين الذي يتجاوز المعدل الطبيعي. يقع جين هنتنغتون على الذراع القصير للكروموسوم 4. يحتوي جين هنتنغتون 4 على سلسلة من قواعد الحمض النووي الثلاثة (السيتوزين والأدينين والغوانين) مكررة لعدة مرات ومعروفة باسم تكرار ثلاثي النوكليوتيد. السيتوزين والأدنين والغوانين هي الشفرة الوراثية لجلوتامين الأحماض الأمينية، وبالتالي فإن سلسلة منها تؤدي إلى إنتاج سلسلة من الجلوتامين المعروفة باسم مسلك متعدد الجلوتامين، والجزء المتكرر من الجين وهي منطقة متعددة الجلوتامين. يوفر هذه الاختبار دقة بنسبة 96٪ ما إذا كان الشخص سيصاب بالمرض أم لا.

## اختبار أعراض قبل الولادة
أصبح اختبار أعراض قبل الولادة لمرض هنتنغتون متاحًا دوليًا منذ عام 1986. عملت نانسي ويكسلر مديرة لبرنامج يقدم اختبارات لأعراض قبل الولادة لمرض هنتنغتون. عملت أيضًا كمستشارة في هذا البرنامج وأتيحت لها الفرصة للتحدث مع أكثر من 100 فرد بخصوص الاختبار. تعتقد ويكسلر أن الاستشارة المتعمقة والمفصلة يجب أن تصاحب اختبار الكشف وعدم الكشف، وذلك عندما يتعلق الأمر باختبار ما قبل الولادة.
لقد كان من الصعب الحصول على المشاركين في العديد من الدراسات البحثية للمرض بسبب عدم وجود أي علاج له. قد يصاب المرضى في بعض الأحيان بالاكتئاب وحتى بالانتحار. استُخدمت الطرق المبكرة لاختبار المرض للواسمات المرتبطة ارتباطًا وثيقًا بالجين قبل أن يُحدد موقع الجين بشكل قاطع، وتحديد ما إذا كان لدى الشخص احتمال كبير للغاية لتفادي أو لتطور مرحلة المرض.
علمت ويكسلر أن المرض عادة ما يُكشف عنه في منتصف العمر، ولكنه يوجد أحيانًا لدى الأطفال الذين لا تتجاوز أعمارهم عامين. سيؤثر المرض على العضلات التي تتحكم في البلع. وغالبًا ما تأخذ ويكسلر أبحاثها شخصيًا بسبب علاقات عائلتها بالمرض. كانت غالباً ما تربط بين الأشياء التي حدثت لها كأعراض للمرض. لقد فكرت ويكسلر في قرارها الخاص وقالت: «أتساءل عما إذا كنت سأكون أكثر سعادة حقًا إذا علمت أنني لن أصاب بالمرض»، وتقول: «عندما قررت أنا وأختي عدم إنجاب أطفال، لم يتوقع أحد منا أن يحدث أي شيء في حياتنا قد يغير ذلك».
هناك نوعان من اختبارات ما قبل الولادة التي تُقدم كجزء من برنامج اختبار الأعراض المسبقة. يُعرف الشكل الرئيسي للاختبار السابق للولادة في أغلب الأحيان باسم اختبار الاستبعاد. يُوضح اختبار الاستبعاد ما إذا كان الجنين قد ورث الذراع القصير للكروموسوم 4 من أحد الوالدين. يعد هذا الاختبار ذا قيمة في حالتين، فالحالة الأولى عندما لا يتوفر للآباء المعرضين للخطر معلومات كافية عن شجرة عائلاتهم الوراثية لتحديد النمط الوراثي الخاص بهم، والحالة الثانية عندما يفضل الآباء المعرضون للخطر عدم معرفة الأنماط الوراثية الخاصة بهم. إذا تبين أن الجنين لديه ذراع قصير من الكروموسوم 4 من الوالد المصاب أو المعرض لخطر الإصابة، فإن الوالدين يواجهان خيار إجهاض الجنين الذي تكون نسبة إصابته بالمرض هي 50 ٪.